# 鵝掌坦駅
鵝掌坦駅（がしょうたんえき）は、中華人民共和国広東省広州市白雲区に位置する広州地下鉄8号線の駅である。

## 歴史
- 2020年11月26日：開業[1]。

## 隣の駅
広州地下鉄
■ 8号線
同徳駅 - 鵝掌坦駅 - 西村駅

## 駅周辺
- 広州市第六十五中学